# Vojko Čeligoj
Vojko Čeligoj, slovenski častnik in politik * 19. julij 1938, Topolc, Ilirska Bistrica, † 7. december 2023, Ilirska Bistrica.

## Življenjepis
S sestro Sonjo izhajata iz delavske družine. Oče Leopold Čeligoj padel kot borec Gubčeve brigade pri sv. Ani nad Trebnjem, 25.okt. 1944, mama Pavlina gospodinja.
Osnovno šolo in nižjo gimnazijo je obiskoval v Trnovem pri Ilirski Bistrici. Učiteljišče v letih 1951-1957 v Ljubljani, kjer je maturiral. Leta 1958 je bil gojenec šole za rezervne častnike pehote v Bileći.
Obiskoval šestmesečno XV. klaso šole za rezervne oficirje v Bileći, oddelek za zvezo.
Kot vodnik je bil na šestmesečnem stažu v Titovem Užicu in na mnogih vojaških vajah po odsluženju kadrovskega roka. Leta 1963 dosegel čin kapetana 1. razreda. Deloval v rezervni sestavi partizanskih enot. Leta 1998 pridobi status pripadnika Slovenske vojske.

### Zaposlitve
Učitelj razrednega pouka na OŠ Košana (1957-1960), na OŠ Dragotin Kette v Ilirski Bistrici (1960/61). Študij na Višji pedagoški šoli v Ljubljani, skupina fizika, tehnični pouk, 1961-1963. Sekretar občinskega odbora SZDL Ilirska Bistrica. Učitelj predmetnega pouka na OŠ Dragotin Kette in pomočnik ravnatelja do leta 1974, do leta 1983 svetovalec poklicnega usmerjanja na Zavodu za zaposlovanje Koper, enota Ilirska Bistrica. Dalje do upokojitve 1997 predmetni učitelj na OŠ D. Kette v Ilirski Bistrici.
Med letoma 2000 in 2004 poslanec Državnega zbora Republike Slovenije tretjega sklica, poslanska skupina DeSUS.

### Aktivnosti
V dejavnosti Planinskega društva Snežnik Ilirska Bistrica od 1958, predsednik 1984-1993. Pobudnik mnogih aktivnosti in njihov organizator posebej v delu z mladino (Ciciban planinec, Zimski vzponi na Snežnik, Planinska pot Snežnik-Snježnik ...).
Organizator amaterske fotografije na Bistriškem. Pobudnik in vodja odbora za ureditev Spominske sobe pesniku Dragotinu Ketteju na Premu (Odprta 1968). Eden od pobudnikov in organizator filatelistične in numizmatične dejavnosti na Bistriškem. Dolgoletni predsednik (29 let) Primorskega numizmatičnega društva Ilirska Bistrica, ustanovljenega leta 1973.
Raziskovalec domače preteklosti in publicist. Urednik Knjige o Snežniku 2004, soavtor mnogih vsebin v revijah in jubilejnih izdajah.

## Priznanja
- Zvezna plaketa Borisa Kidriča za razvijanje tehnične kulture
- Svečana listina Planinske zveze Slovenije
- spominski znaki PZS
- zlati znak MK PZS za delo s planinsko mladino
- Srebrni znak PZ Hrvaške
- Zlati znak PZ Jugoslavije
- Kettejeva nagrada za delo na področju kulture v občini Ilirska Bistrica
- Prejemnik dveh medalj za vojne zasluge